# Les Eaux célestes

Les Eaux célestes est une œuvre orchestrale de la compositrice française Camille Pépin, écrite en 2023.

## Contexte et création
Camille Pépin écrit Les Eaux célestes en 2023. L'œuvre est notamment jouée le 8 et le 9 février 2025 par l'Orchestre symphonique d'Orléans.

## Structure
L'œuvre se compose de quatre parties :
1. Tisser les nuages
2. La Séparation
3. Les Larmes perlées
4. Le Pont des ailes

## Analyse
L'œuvre reprend les codes du poème symphonique, avec un titre à chacun des quatre mouvements qui narre les différents épisodes d'une légende chinoise. Les références à Claude Debussy sont explicites. L'écriture est aussi plus variée, plus transparente.